# Ekaterina Mikhailova-Demina
Ekaterina Mikhailova-Demina, en russe : Екатерина Илларионовна Михайлова-Дёмина, née le 22 décembre 1925 à Léningrad en URSS et morte le 24 juin 2019 à Moscou en Russie, est la seule femme qui sert en reconnaissance et en première ligne avec l'infanterie de marine soviétique durant la Seconde Guerre mondiale.
Elle évacue du champ de bataille, des centaines d'hommes et est grièvement blessée, à trois reprises durant sa carrière en tant que médecin avec les marines. Bien qu'elle ait été nommée à plusieurs reprises, on lui refuse les honneurs, à la fin de la guerre. Cependant, elle est tardivement honorée, par le président Mikhaïl Gorbatchev, en mai 1990, en tant que Héros de l'Union soviétique.

## Biographie

### Carrière militaire pendant la Seconde Guerre mondiale
Ekaterina Mikhailova-Demina perd ses parents alors qu'elle est très jeune. Son père est militaire et sa mère médecin. Elle grandit alors dans un orphelinat de Léningrad et obtient son diplôme d'infirmière en 1941. Alors qu'elle n'a que quinze ans, en juin 1941, la Grande Guerre patriotique éclate. Elle se porte rapidement volontaire pour faire son service militaire à Smolensk, alors que le train, dans lequel elle voyage, est bombardé sur la route de Brest. Elle ajoute deux années à son âge mais se voit refuser par la bureau des recrutements : elle est acceptée par l'hôpital militaire. Les patients doivent rapidement être évacués, à la suite du bombardement du bâtiment mais Ekaterina Mikhailova-Demina reste sur place travailler pour l'équipe médicale de l'Armée rouge, qui est désespérément en manque de personnel médical. Alors qu'elle est blessée sérieusement à la jambe dans des combats, près de Gjatsk, elle est envoyée en Oural, pour se rétablir.
De retour au travail, elle est affectée, en janvier 1942, sur le Moscou Rouge, un navire-hôpital de la Marine soviétique qui sert au transport des soldats blessés de Stalingrad à Krasnoïarsk. Elle est promue au grade de premier maître et félicitée pour son service exemplaire. Toutefois, elle se lasse de son travail et se porte volontaire pour servir en première ligne avec la flottille Azov (en) de l'infanterie de Marine soviétique. Sa demande étant refusée, elle fait appel au gouvernement de Moscou et est acceptée, en février 1943, au 369e bataillon indépendant d'infanterie navale.
Elle participe à ses premières actions, avec les marines, sur la péninsule de Taman , avant de passer ailleurs, à d'autres batailles, le long du littoral de la mer Noire et du Dniestr. Son unité est ensuite transférée à la flottille du Danube et elle continue à combattre en Roumanie, Bulgarie, Hongrie, Yougoslavie et en Autriche et termine la guerre à Vienne.
À son arrivée, elle n'est pas la bienvenue, pour les hommes de son unité. Cependant, elle est rapidement acceptée après avoir prouvé qu'elle sait comment agir en première ligne. En plus d'observer le territoire ennemi, à côté de ses collègues masculins, son travail consiste à soigner les blessés et à les évacuer en toute sécurité. Elle obtient sa première médaille pour bravoure, lors de sa participation à la reprise de Temriouk et reçoit la première de ses deux médailles de l'ordre de la Guerre patriotique, à l'occasion de la bataille de Kertch.
En août 1944, Ekaterina Mikhailova-Demina participe à une opération de type commando pour reprendre la ville de Bilhorod-Dnistrovskyï en Ukraine. Son unité traverse l'estuaire du Dniestr en bateaux en caoutchouc et grimpe une crête tenue par l'ennemi. Ekaterina Mikhailova-Demina est dans le premier groupe qui progresse sur la crête et rejoint ensuite la troupe en charge d'expulser l'ennemi de la crête. Elle attaque à elle seule une position fortifiée allemande, fait 14 prisonniers, traite 17 blessés et les aide à se mettre en sûreté. Pour cette action, elle obtient l'ordre du Drapeau rouge pour son rôle dans l'assaut.

### Carrière d'après-guerre et reconnaissance
Ekaterina Mikhailova-Demina est démobilisée en novembre 1945. Elle continue à travailler dans le médical après la guerre et effectue des séjours avec la Croix-Rouge et le Croissant-Rouge soviétique. Elle reçoit la médaille Florence Nightingale du Comité international de la Croix-Rouge pour son action pendant la guerre : elle est la seule femme russe à recevoir cette récompense.
En 1950, elle est diplômée en hygiène sanitaire de l'Académie médicale d'État de Saint-Petersbourg (en) et travaille comme médecin durant 36 ans. Elle travaille dans la fabrique d'équipements industriels pour l'industrie nucléaire soviétique puis dans une unité médicale à Moscou, avant de prendre sa retraite en 1985.
Elle est nommée à trois reprises en tant que Héros de l'Union soviétique, la plus haute distinction du pays, mais celle-ci lui est refusé à chaque fois. Elle obtient enfin la médaille ainsi que l'ordre de Lénine et l'étoile d'or, le 5 mai 1990 à l'occasion du 45e anniversaire de la fin de la guerre.

## Honneurs et décorations
- Héros de l'Union soviétique
- Ordre de Lénine
- Ordre de la Guerre patriotique (1re classe - 2e classe)
- Ordre du Drapeau rouge (deux fois)
- Médaille du Courage Russe
- Médaille pour la capture de Vienne
- Médaille pour la capture de Königsberg
- Médaille pour la capture de Budapest
- Médaille pour la victoire sur l'Allemagne dans la Grande Guerre patriotique de 1941-1945
- Médaille du jubilé des vingt ans de la victoire dans la Grande Guerre patriotique de 1941-1945 (en)
- Médaille du 30e anniversaire de la Victoire sur l'Allemagne
- Médaille du jubilé des quarante ans de la victoire dans la Grande Guerre patriotique de 1941-1945 (en)
- Médaille du jubilé pour les 300 ans de la Marine Russe (en)
- Médaille du jubilé des soixante ans de la victoire dans la Grande Guerre patriotique de 1941-1945 (en)
- Médaille du jubilé des soixante-cinq ans de la victoire dans la Grande Guerre patriotique de 1941-1945 (en)
- Médaille du jubilé des 50 ans des Forces Armées de l'URSS (en)
- Médaille du jubilé des 60 ans des Forces Armées de l'URSS (en)
- Médaille du jubilé des 300 ans de la Marine Russe (en)
- Médaille Florence Nightingale

### Filmographie
- 1964 : Katioucha (ru) (prix de la Colombe d'Or au Festival international du film documentaire et du film d'animation de Leipzig)
- 2008 : Katioucha petits et grands